# M/S Vaxö
M/S Vaxö är ett snabbgående motorfartyg som ägs av Waxholmsbolaget. Byggt 1993 på Oskarshamns Varv. Fartyget ingår i Waxholmsbolagets V-serie tillsammans med systerfartygen M/S Värmdö, M/S Vånö, M/S Viberö och M/S Väddö.

## Galleri

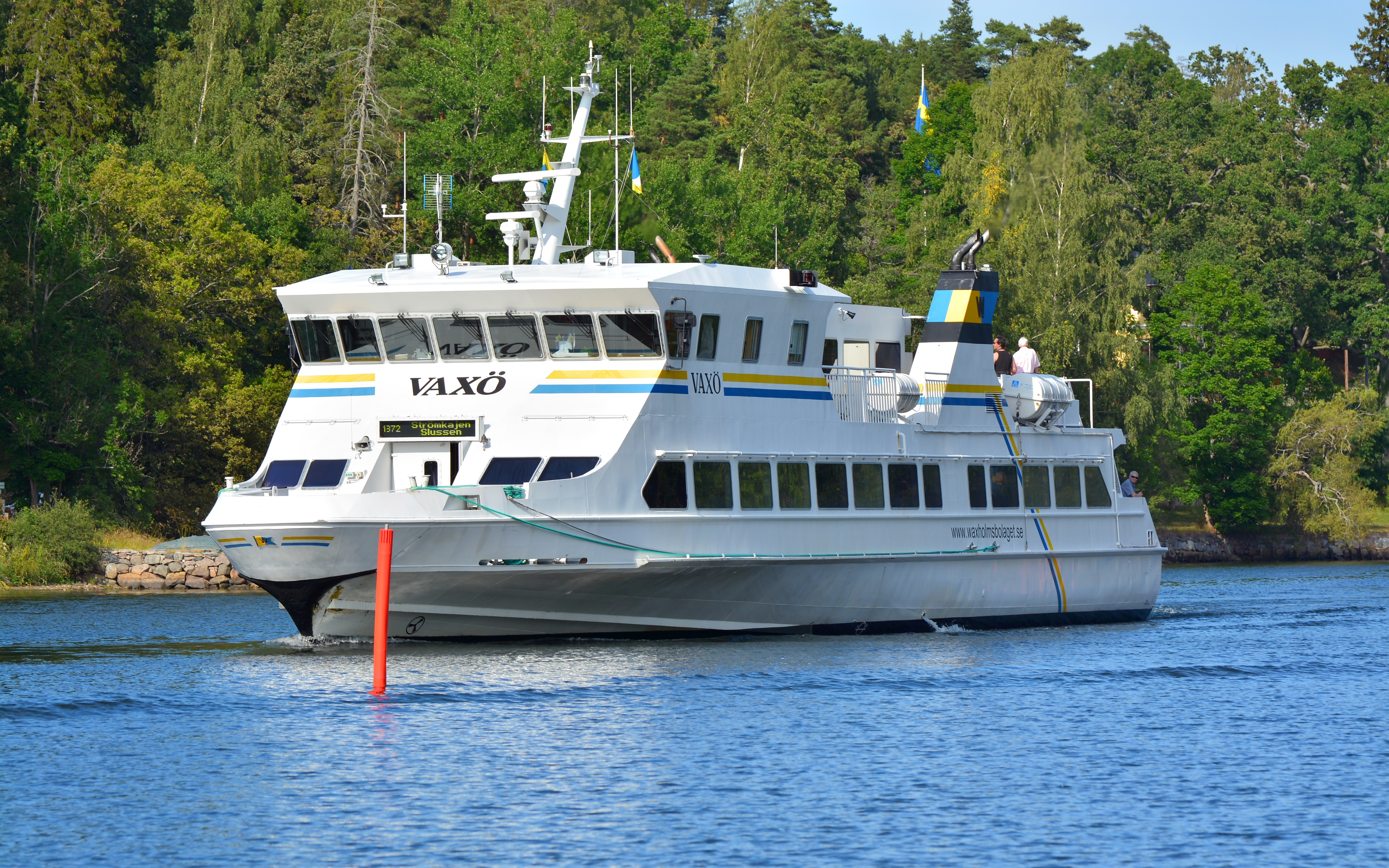
M/S Vaxö på väg ut från Baggenstäket.
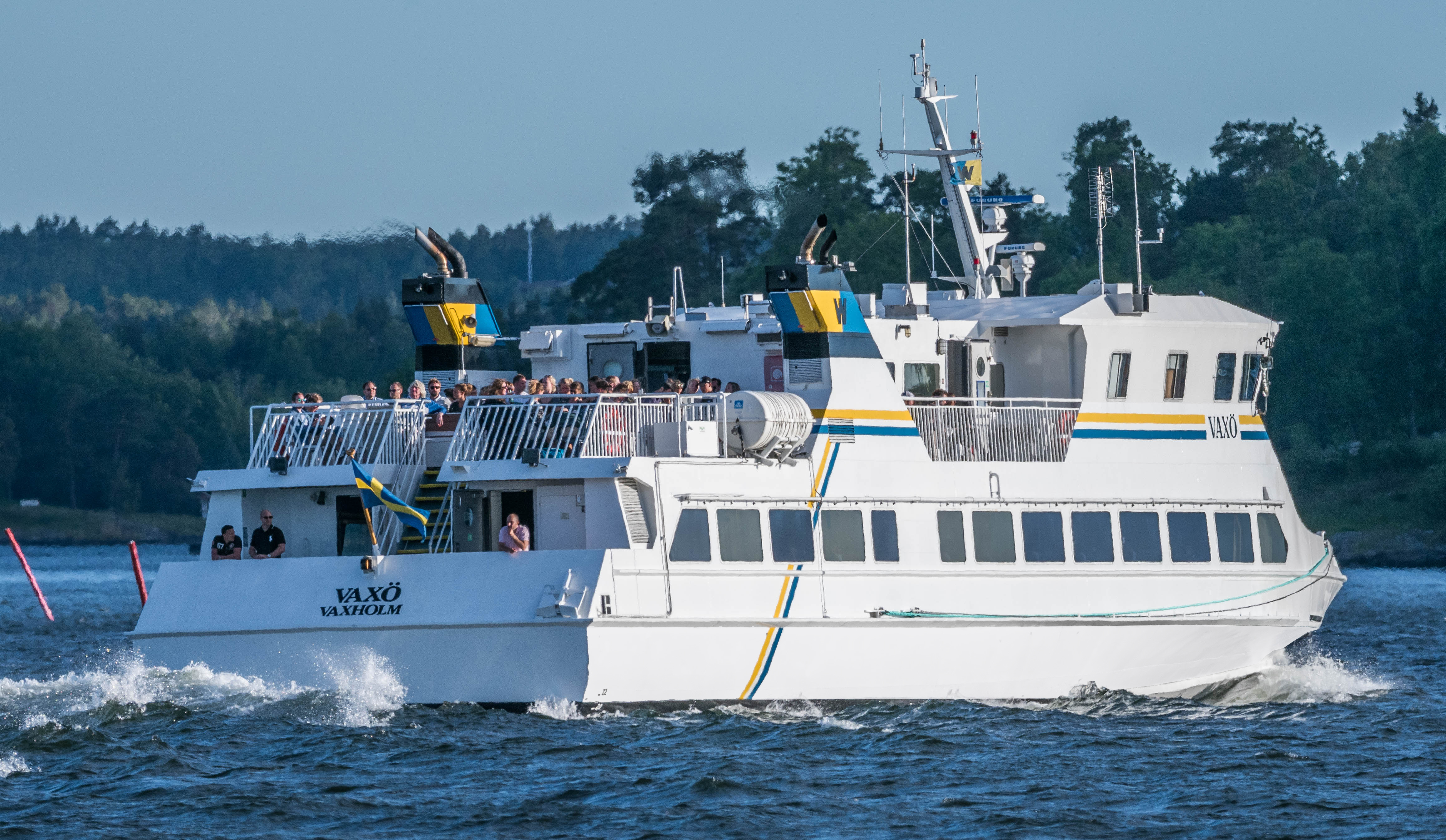
M/S Vaxö på Söderfjärden.
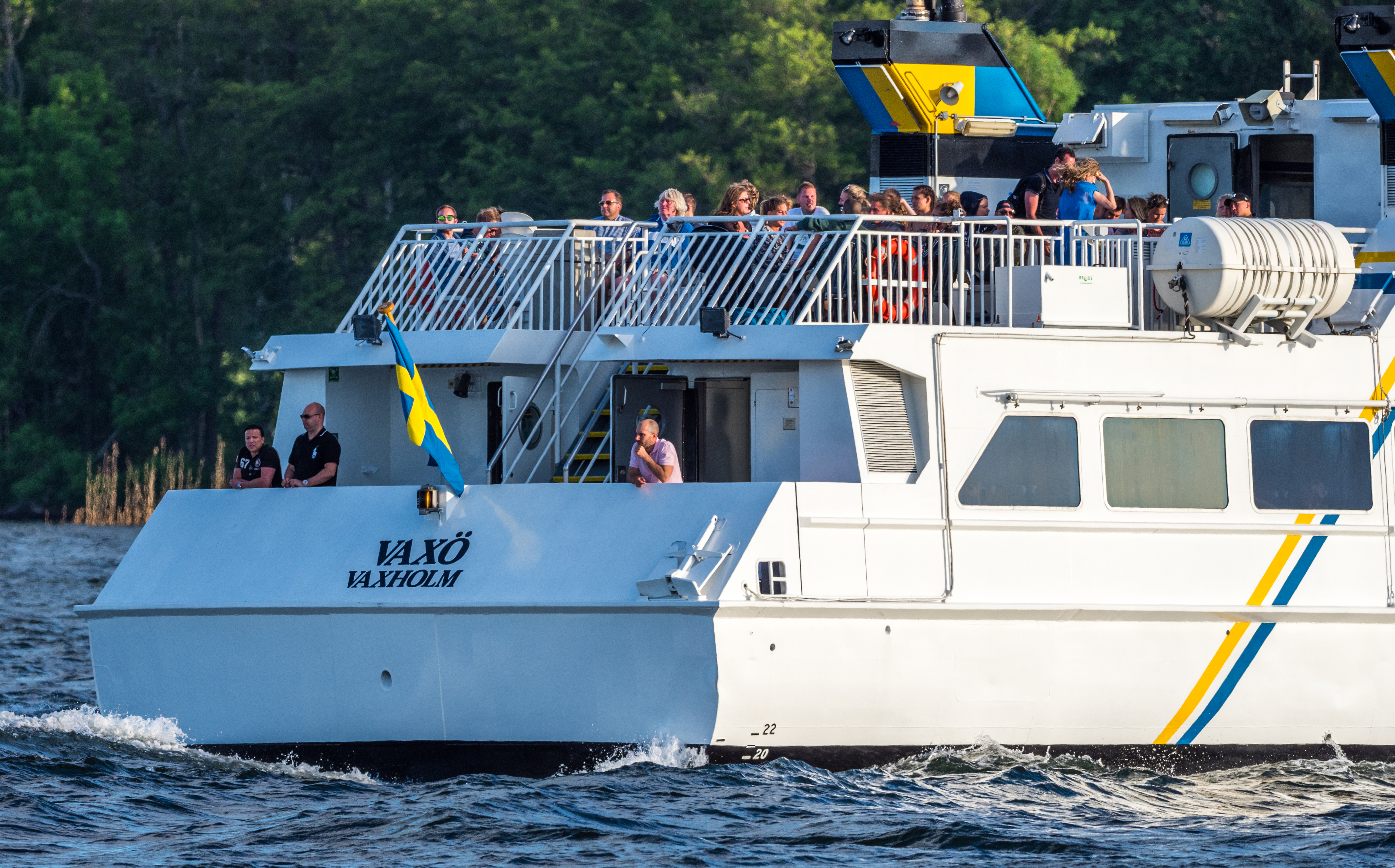
M/S Vaxö utanför Tenö.